# Malthe Conrad Bruun
Malthe Conrad Bruun (internationalt kendt under sit franske navn Conrad Malte-Brun; født 12. august 1775 i Thisted, død 14. december 1826 i Paris) var en dansk-fransk digter, publicist, journalist og geograf, af mange kendt for omkring 1812 at have navngivet det geografiske område Oceanien (fransk Océanie).

## Barndom og studietid
Malthe Conrad Bruun fødtes i Thisted 12. august 1775 og var en søn af justitsråd, amtsforvalter og herregårdsejer Adolf Christian Bruun (der igen var en søn af den bekendte Frederik Rostgaards datter Conradine Sofie) og Anne Christine Lange født von Hoff. Allerede som halvvoksen dreng skal Malthe Conrad Bruun, da det ved et middagsgilde hos hans forældre kom på tale, hvad han skulde blive til, have svaret sin moder: "Jeg vil haabe, jeg en Gang kommer til at staa ved Heibergs Side!»
Efter at han 1790 var bleven privat dimitteret og «indkaldt» til artium, begyndte han at studere teologi, men opgav dog snart dette studium, påvirket af rationalisten Otto Horrebow, hvis bekendtskab han havde gjort ved Københavns Universitet.
Også juraen lagde han snart på hylden. Men i denne spædlemmede, bly, lidt frygtsomme yngling, hvis lange gule Hår, røde kinder og blå øjne skaffede ham navnet "Jomfru Bruun"
mellem studenterne, og hvis ravjyske udtale og hvergarns kjole lod formode, at han var "et Guds Ord fra Landet", -- i ham boede der en letfængelig sjæl og en ustyrlig attrå efter at kaste sig ind i tidens bevægelser. Han blev da digter og publicist.
Som digter hører han sikkert til sin tids betydeligere. Hans poesier er som oftest i den patetiske stil og har ideale begreber til genstand ("Menneskeadel", "Oprigtighed", "Kjækhed", "Dyden", "Sandheden", "Nøjsomhed"). Betydeligst er dog hans publicistiske virksomhed.

## Bladudgiver
Allerede før han havde fyldt sit 20. år, begyndte han udgivelsen af det lille ugeblad Vækkeren (1794), hvori han fremsætter de Rousseauske anskuelser om lighed og broderskab. Men bladet kom ikke længere end til de første tre numre, så blev der anlagt sag mod trykkeren, da tidsskriftet udgaves anonymt. Nogle tumulter mellem de københavnske tømmersvende formentes at være foranledigede ved nogle udtalelser i Vækkeren. Det var sikkert grundløst, men Vækkerens trykker idømtes dog 200 Rigsdalers bøde. En del af denne sum blev imidlertid dækket ved abonnementerne. Hvad Bruun udtalte, havde mange lyst til at høre, og hans flydende pen, et særsyn i hine Tider, beundredes af alle.
De ældre liberale publicister, P.A. Heiberg og Knud Lyne Rahbek, var lidt betænkelige ved at se denne 19-årige yngling tumle så flot med de ideer,  som de mente med sindighed og kløgt burde fremsættes for publikum; hvorfor Bruun stiklede til dem i sin satire Oprørssnuserne (1795).
Men forholdet til Rahbek blev dog efterhånden det bedste; derimod blev det aldrig til venskab mellem Bruun og Heiberg. En gang i begyndelsen af 1796 kom det endogså i anledning af besættelsen af en hovedrolle i en tragedie til et skandaløst optrin imellem dem. Bruun kaldte sin politiske meningsfælle for "en Løgner"; Heiberg svor, at han vilde sagsøge Bruun derfor. Denne såkaldte "Dyvekefejde" bilagdes dog af begges venner; forsoningen fejredes med middagsgilder; men til Heibergs blev Bruun ikke indbudt.
Bruun havde, siden Vækkeren blev standset, imidlertid ikke været ledig. Navnlig havde han, medens Heiberg en stund pauserede, været frugtbar som politisk visedigter. Som sådan havde han alt tidligere skrevet den ironiske Aristokratisk Selskabssang; nu skrev han i samme dur en Engelsk Ministervise, i anledning af, at den antirevolutionære Edmund Burke havde brugt udtrykket "den svinske pøbel".

## Satirikeren
Men også som journalist fortsatte han sin virksomhed. Foruden et flyveskrift Om Trykkefrihedens Rettigheder (1795), hvori han beklager sig over den modsigelse, der finder sted mellem Christian Colbjørnsens liberale pressereskript af 1790 og vedkommende § i Danske Lov, udgiver han i foråret 1795 10 numre af et lille ugeblad, Patrioten, et bevis på hvor hurtigt et hoved, denne forfatter besad. Næppe har den Kantiske filosofi nået dansk grund, før hans rastløse ånd straks er helt oppe i den og søger at deducere sine politiske teorier ud af dens grundsætninger. Det lille ugeblad blev dog pludselig afbrudt; rimeligvis har det trods al sin klarhed været læserne og det store publikum for abstrakt.
Bruuns påfølgende skrift, samfundssatiren Jerusalems Skomagers Reise til Maanen (1795-1796), af samme art som Ludvig Holbergs Niels Klim, pådrog forfatteren en generalfiskalsag, da navnene Adina (Dania) og Anifah (Hafnia) var let gennemskuelige. Dog, takket være advokat Christian Klingbergs udmærkede forsvar, slap han denne gang for videre tiltale.

## Aristokraternes Katekismus og første landflygtighed
Ikke så heldig var han med Aristokraternes Katekismus (1796), i anledning af hvilken biskop Nicolai Edinger Balle optrådte som angiver for det danske kancelli. Bruun fik ordre til at møde for retten. Men da andre for kort tid siden domfældte brochureforfattere, såsom Niels Ditlev Riegels og Heibergs skæbne svævede ham for øje, besluttede han efter sine venners råd at søge sikkerhed i udlandet. Han tog til Strandmøllen, hvor vennen Hans Guldberg Sveistrup var huslærer, og for hvem det lykkedes at overtale møllens ejer Johan Christian Drewsen til at hjælpe med at få skaffet Bruun bort. Skønt mølleren hverken kendte Bruun eller billigede hans synspunkter, ynkedes han dog over det unge menneske og skjulte ham på Springforbi, indtil han kunde se lejlighed til at skaffe ham over til Hven. Her indrettede Bruun sig da for en tid. Venner kom over og besøgte ham. Selv aflagde han i smug et besøg hos Claus Pavels, der var præst i Hørsholm.

## Nationaldigter
Men i længden kedede han sig ovre på den lille ø og spejdede efter lejlighed til at forlade den. En sådan tilbød sig, da han havde forfattet en ode ved Andreas Peter Bernstorffs død i 1797; den fandt genklang i alle danskes hjerter; Bruun benyttede denne stemning til at bede regeringen om tilgivelse, og han erholdt den på den betingelse, "at han for Fremtiden vilde gjøre bedre Brug af sine Evner".
Hjemkommen til hovedstaden og hyldet som nationaldigter følte Bruun sig atter inspireret til sang, da efterretningen om Steen Andersen Billes sejr ved Tripoli nåede Danmark. Også denne Ode vakte opmærksomhed; og nu synes det, som Bruun en kort tid har været dagens emne: alle indså nu, hvilke overordentlige evner den 22-årige unge mand besad, og den teologiske professor Claus Frees Horneman, Bruuns ældre omgangsven, måtte høre ilde for, at han ikke havde holdt sin yngre ven tilbage fra den oppositionelle journalistiks afveje.
Skriftprøven til denne artikel, digtet De nordiske Sanggudinder, lyder transskriberet:
De nordiske Sanggudinder.
Tier nu i Odins Bÿgd, o kier,

Afgudsqvad til Udlands Melodier!

Valhals Tordner döve fremmed Sang.

Asamaals gjenfödte Harmonier

Fÿlde Nord med enevældig Klang.
Thi hun vaagner, Sangenes Fÿrstinde,

Guders Lÿst og Heltenes Veninde,

Hun som sov blandt Bautahöÿe skum,

Skjaldeharpen, Nordens Trÿllerinde,

Vaagner nu af tusindaarig Slum.

## Kritik af Trykkefrihedsreskriptet af 1790
Bruun kunne dog ikke holde sig rolig. I anledning af, at assessor Peter Collett havde fået sin afsked, fordi han i en litterær anmeldelse havde udtalt, "at den dydige Atheist synes ham i sin Person at realisere det højeste Ideal af menneskelig Fuldkommenhed", udgav Bruun tre småskrifter: Tria juncta in uno (1797), hvoraf de to sidste er forfattede af ham. I det ene erklærer han, at den regering, der bruger magt for at undertrykke andres tanker, bændler mod Guds indretning og opfordrer til opstand; thi når tanken ikke længere er fri, når en regering ikke længere vil høre grunde, så "bør man bruge Kugler og Dolke". I det andet, En besynderlig Trykkefrihedslov i Abessinien, håner han den formentlige modsigelse mellem Trykkefrihedsreskriptet af 1790 og regeringens optræden mod de liberale publicister. '
For disse to småskrifter blev der atter af generalfiskalen anlagt sag mod Bruun. Han flygtede atter til Hven og der fra til Sverige, men blev som mistænkelig snart udvist her fra. Imidlertid var hans sager ikke blevet forbedrede i hjemmet ved hans udgivelse af en spydig pjece: Bevis for, at en monarkisk Regering ikke er forbunden til at bortgive Embeder efter de søgendes Duelighed (1798); også denne blev nu inddraget i hans proces og, hvad der var det værste, sagen angående Aristokraternes Katekismus optaget på ny. Desuden blev Trykkefrihedsforordningen af 1799 vedtaget der reelt indførte en streng censur i Danmark. I slutningen af året 1800 faldt højesteretsdommen i Bruuns sag; den lød på "Forvisning fra Kongens Riger og Lande". Men da var Bruun allerede langt borte.

## Eksil i Paris og Frankrigs førende geograf
Bruun tog nu ophold i Paris. Men her fandt han ved sin ankomst den revolutionære begejstring stærkt afsvalet: Napoleon Bonapartes sejre beskæftigede alle gemytter. Denne stemning havde også sin virkning på Bruuns kamæleontiske naturel, og i 1806 finder vi ham som ivrig medarbejder af det napoleonistiske organ Journal d’empire. Da Kongen af Rom blev født 1811, stemte han sin lyre i anledning af denne lykkelige begivenhed i kejserens familie. Efter Slaget ved Waterloo blev han derimod medarbejder af Quotidienne, et blad, som var en erklæret modstander af den faldne kejser, og udgav en apologi for den hjemvendte Bourbon Ludvig XVIII. For dette politiske vendekåberis skyld måtte Bruun da også i den satiriske Dictionnaire des girouettes se sit navn betegnet med flere vejrhaner.
Under navnet Malte-Brun virkede Malthe Conrad Bruun i Paris især som geografisk forfatter og var 1821 en af stifterne af det geografiske Selskab i Paris og derefter dets hovedsekretær. I Frankrig gjaldt han for Europas bedste geograf; men hans betydning består dog mere i, at han bidrog til udbredelsen af geografiske kundskaber i Frankrig, end i, at han har ydet noget væsentligt til den geografiske videnskabs udvikling. Blandt hans skrifter må fremhæves: Géographie mathématique, physique et politique de toutes les parties du monde (16 Bind, 1803-1807, i forening med flere), Annales des voyages (24 Bind, 1808-1815), Nouvelles annales des voyages (30 Bind, 1819-1826), Précis de la géographie universelle (8 Bind, 1810-1829), Tableau historique et physique de la Pologne (1807). Af blandet indhold er Le Spectateur, som han udgav 1814-1815. Flere af hans afhandlinger er efter hans død samlede og udgivne af M.J. Nachet: Mélanges scientifiques et littéraires de Malte-Brun, 1828.
Trods sit poetiske talent, sit hurtige hoved og sin sjældne skrivefærdighed hører Bruun dog kun med til skummet på tidens bølger; og dette viser sig så meget mere, som han i den historiske situation har en mand som P.A. Heiberg ved sin side, en stolt karakter, der alle dage stod, hvor han stod. Forholdet mellem de to skæbnefæller var da heller ikke det bedste. På den anden side tør det ikke nægtes, at Bruun ved sin publicistiske virksomhed i sit fædreland har gavnet dettes frihedsudvikling. Højesteretsdommens virkning blev, på Bruuns ansøgning, hævet den 18. januar 1826.
Enkelte af hans gamle venner, som Jacob Peter Mynster, glædede sig ved tanken om atter at gense ham i fødelandet. Men allerede 14. december samme år døde Bruun i Paris.